# Джон Мейджър
Сър Джон Мейджър (на английски: John Major) е британски политик, министър-председател на Великобритания и лидер на Консервативната партия в периода от 28 ноември 1990 до 19 юни 1997 година. Докато е начело на Великобритания, светът преминава през исторически период, обхващащ прехода след Студената война.
Преди да стане министър-председател, Мейджър е част от кабинета на Маргарет Тачър, като е бил секретар на външните работи и канцлер на хазната (финансов министър). В този смисъл, той е един от малкото хора, които са заемали три от общо четирите големи ръководни постове в държавата, с изключение на позицията на вътрешния министър.

## Биография
Джон Мейджър е роден в Лондон на 29 март 1943 година, като син на Том Паскал Хъбърт Мейджър Боул, бивш мюзикхол музикант. Той е кръстен Джон Рой Мейджър, но на неговия акт за раждане е написано само името Джон. Той използва средното си име Рой до началото на 80-те години на ХХ век.
Учи в местно началното училище, а по-късно (1954) учи в гимназия Rutlish, където не блести особено като ученик. През 50-те години бизнесът на баща му с градински орнаменти запада и семейството е принудено да се премести в Брикстън през 1955 година. Той гледа за първи път парламентарен дебат като зрител в Камарата на общините през 1956 година. Завършва средно образование на 16 години, през 1959 г., с три сертификата „О-ниво“ (на английски: O-level, съкратено от Ordinary level): история, английски език и английска литература. По-късно придобива още три сертификата: британска конституция, математика и икономика.
Първата му работа е като чиновник в застрахователната брокерска фирма Pratt & Sons през 1959 година. Не харесвайки тази си работа, Мейджър напуска и за известно време помага на баща си в бизнеса с градински орнаменти на брат си. По това време той се присъединява към младите консерватори в Брикстън.
След известен период, в който е безработен, започва работа в London Electricity Board (където за кратко работи и неговият наследник на премиерския стол – Тони Блеър) през 1963 г., след което решава да завърши курс по банково дело. Той започва работа в Standard Chartered Bank през месец май 1965 г., като в следващите години расте бързо в кариерата и е изпратен от банката на работа в Нигерия, където през 1967 г., за малко да загине в тежка автомобилна катастрофа.

## Политическа кариера
Мейджър проявява интерес към политиката от най-ранна възраст. Окуражен от колегата си консерватор Дерек Стоун, започва да прави политически изказвания на пазара в Брикстън. На 21-годишна възраст през 1964 година е кандидат за член на градския съвет на лондонския квартал Ламбет.
Той е кандидат за член на парламента, на парламентарните избори през 1974 г., но не печели. През ноември 1976 година е избран от консерваторите в Хънтингдън за кандидат през 1979 г. и става член на парламента на общите избори през 1983, като е преизбиран през 1987, 1992 и 1997 година.
Бил е парламентарен секретар от 1981 г., асистент на парламентарния секретар 1983 година. През 1985 година става помощник-държавен секретар по социалното осигуряване, а от 1986 година и министър в същото ведомство.
През 1987 година става заместник министър на финансите, а през 1989 година неочаквано е назначен за министър на външните работи, въпреки липсата на дипломатически опит. Заема тази длъжност само три месеца, преди да стане министър на финансите. На тази длъжност успява да внесе в парламента само един бюджет – през пролетта на 1990 година.
През есента на 1990 година в Консервативната партия, под натиска на вътрешната опозиция на Маргарет Тачър, са проведени избори за лидер на партията. Тачър губи в първия тур и се отказва от участие във втория. Тогава Мейджър решава да приеме предложението за участие в изборите и ги спечелва. На следващия ден, 27 ноември 1990 г., е назначен за министър-председател на Великобритания.

## Премиер на Великобритания

### Война в Персийския залив 1990 – 1991
Мейджър заема поста премиер малко преди началото на Войната в Персийския залив. Изиграва една от главните роли в тази война, като убеждава американския президент Джордж Буш-старши да обяви територията на Кюрдистан в зона забранена за полети на иракската авиация. Това помага да бъдат защитени кюрдите и мюсюлманите шиити от преследвания от страна на режима на Садам Хюсейн.

### Черната сряда
В първата година от управлението на Мейджър световната икономика преживява спад, първи признаци за което се проявяват още по време на управлението на Тачър. От тази криза икономиката на Великобритания се оказва в нелеко положение. Очаква се, че на общите избори през 1992 година Консервативната партия, оглавена от Мейджър, ще загуби от Лейбъристката партия, начело на която стои Нийл Кинък.
Пет месеца след началото на втория му мандат се разразява финансова криза, която остава в историята с наименованието – „Черната сряда“. Кризата е провокирана от колосални финансови спекулации, проведени от няколко известни бизнесмени (най-известният от които е Джордж Сорос), които се възползват от противоречията в европейската валутна система и предизвикват рязко падане на курса на британската лира. Правителството на Великобритания е принудено да премине към девалвация на националната валута и да излезе от европейската валутна система (ERM).
Мейджър признава, че в този период е бил много близко до подаване на оставка, и даже я е написал в молба до кралицата, но не го изпраща. От друга страна, министърът на финансите Норман Ламонт (28 ноември 1990 – 27 май 1993) говори, че Мейджър е бил напълно спокоен в тези дни. В своята автобиография Ламонт последователно критикува Мейджър за неговата неспособност да приеме твърдо решение и за неговия отказ да извади британската лира от европейската валутна система в самото начало на кризата. По мнение на Ламонт, поради тази причина милиарди лири стерлинги са били похарчени в безплодни опити да се удържи курса на лирата в необходимите граници.
В течение на 7 месеца след „Черната сряда“ Мейджър съхранява състава на своето правителство непроменен, но по-късно изхождайки от политическа целесъобразност, предлага на Ламонт да освободи поста (Ламонт вече е станал много непопулярен сред обществеността), и да приеме друга правителствена длъжност (министър на околната среда). Оскърбеният Ламонт подава оставка, а неговият пост е зает от Кенет Кларк.

## Личен живот
Мейджър се жени за Норма Джонсън на 3 октомври 1970 година – учителка и член на младите консерватори. Двамата имат две деца: Джеймс и Елизабет.
Семейството притежава вила в Северен Норфолк, близо до Уейборн, която денонощно е под наблюдението на полицията. Мейджър е сътрудник на Института за банкери.
Мейджър има по-голям брат – Тери, който умира през 2007 г.